# 2021 en Islande
Chronologie de l'Islande
- 2017
- 2018
- 2019
- 2020
- 2021
- 2022
- 2023
- 2024
- 2025

Cet article présente les faits marquants de l'année 2021 en Islande ou relatifs à l'Islande.

## Gouvernement
- Président : Guðni Th. Jóhannesson
- Premier ministre : Katrín Jakobsdóttir

## Événements

### Février
- Février : un homme est abattu de neuf balles devant son domicile sur fond de règlement de comptes. S'ensuivent plusieurs fusillades à répétitions tout le long de l'année par des gangs liés au trafic de drogue jusque dans les rues de la capitale. La population se dit choquée, très peu habituée à ce type d'évènement[1].

### Mars
- 19 mars : la fissure volcanique de Geldingadalsgos, proche du volcan la Fagradalsfjall dans la péninsule de Reykjanes, entre en activité après 800 ans ans de sommeil.

### Mai
- 18 mai : le secrétaire d'État des États-Unis Antony Blinken rend visite au ministre des Affaires étrangères Guðlaugur Þór Þórðarson pour une conférence de presse[2].

### Septembre
- 8 septembre : inauguration sur le site Orca de la plus grande usine au monde de captage et d'enfouissement de dioxyde de carbone[3].
- 25 septembre : à la suite des élections législatives, une majorité de femmes est élue au parlement à 52,3% du nombre de sièges, soit trois sièges en plus. Une première en Europe[4].

### Novembre
- 11 novembre : une secousse sismique de magnitude 5,2 près du volcan Hekla est ressentie jusque dans la capitale à une centaine de kilomètres à vol d'oiseau de l'épicentre[5].
- 28 novembre : la première ministre Katrín Jakobsdóttir est reconduite pour un second gouvernement à la suite des élections législatives du 25 septembre.

### Décembre
- 18 décembre : l'éruption volcanique de Geldingadalsgos survenue le 19 mars est officiellement décrétée éteinte.

## Culture

### Cinéma
- 6 au 17 juillet : Prix de l'originalité (Un certain regard) pour Lamb de Valdimar Jóhannsson au Festival de Cannes.

### Chanson
- La chanson 10 Years, interprétée par le groupe Gagnamagnið, obtient la quatrième place au Concours Eurovision.

### Littérature
- 1er décembre : prix de littérature islandaise d'une œuvre de fiction pour Sextíu kíló af kjaftshöggum de Hallgrímur Helgason, des publications spécialisées pour Mynd af manni I-II de Sigrún Helgadóttir et de littérature jeunesse pour Akam, ég og Annika de Þórunn Rakel Gylfadóttir.

## Décès
- Álfrún Gunnlaugsdóttir, écrivaine ;
- Vilborg Dagbjartsdóttir, femme politique féministe ;
- Jón Sigurðsson, homme politique.